# Zděchov
Zděchov (deutsch Sdiechow) ist eine Gemeinde in der Mährischen Walachei in Tschechien. Sie liegt elf Kilometer südöstlich von Vsetín an der Grenze zur Slowakei und gehört zum Okres Vsetín.

## Geographie
Zděchov befindet sich im Südwesten der Javorníky im Naturpark CHKO Beskydy. Das Dorf erstreckt sich am Oberlauf der Zděchovka an der Einmündung der Bäche Mísenský potok, Taroženský potok und Radošovský potok. Nördlich erhebt sich der Žár (689 m), im Nordosten der Nepřejov (557 m), östlich der Děhýl (725 m), die Valašská Kyčera (863 m), Makyta (923 m) und Butorky (828 m), im Südosten die Šerklava (798 m), südlich der Hradisko (773 m) und Radošov (756 m), im Westen die Žáry (762 m) und Filka (769 m) sowie nordwestlich die Tanečnice (734 m).
Nachbarorte sind Tisové, U Suřanů, U Varajů, Uherská und Huslenky im Norden, U Frýdlů, U Hrbáčků und U Trtíků im Nordosten, U Orsáků, Na Kolibkách, Mísné und Hadovy Paseky im Osten, U Daňků, U Turáňů und Valašská Senice im Südosten, Pulčín, Nad Horami und Popelišovy Paseky im Süden, U Kučků, Štědroňov, Skřítkov und Lužná im Südwesten, Vlčnov, U Vaculů, U Ondrušků und Valašská Polanka im Westen sowie U Grycmanů, U Filů, Veřečný und Stříbrník im Nordwesten.

## Geschichte
Die erste schriftliche Erwähnung von Zděchov erfolgte 1623 als Teil der Herrschaft Vsetín. Die Besiedlung des Ortes erfolgte teilweise durch Pasekaren aus Hovězí. 1627 wurde der Ort als Dechow bezeichnet. Am 14. Mai 1634 verkauften die Herren von Žampach Ziechow zusammen mit der Herrschaft Vsetín an den Kardinal Péter Pázmány. Während des Dreißigjährigen Krieges beteiligten sich die Bewohner von Zděchov am Walachischen Aufstand. Bei dessen Niederschlagung wurde das halbe Dorf niedergebrannt und einige der Einwohner hingerichtet. Als Mikuláš Pázmány 1654 die Herrschaft an Georg Illyesházy verkaufte, wurde das Dorf als Zdiechovy bezeichnet. Im Jahre 1663 plünderten die Türken. Zděchov bestand im Jahre 1666 aus 28 Häusern und hatte 206 Bewohner. In den Jahren 1706 und 1707 überfielen die Kuruzen das Dorf elfmal. Dabei wurde ein Teil der Bewohner ermordet oder verschleppt. Aus dem 18. Jahrhundert ist der Ortsname Zychow überliefert. Zwischen Zděchov und Hovězí bestanden über 100 Jahre Streitigkeiten über Weide- und Hutungsrechte. Haupterwerbsquelle bildete die Rinder- und Kleinviehzucht. Neben der Landwirtschaft fertigten die Bewohner seit dem 18. Jahrhundert in Heimarbeit insbesondere hölzerne Zapfen. Das älteste Ortssiegel stammt aus dem Jahre 1748. Es zeigt ein Gänseblümchen und trägt die Inschrift PECZET P OBCI D ZDIECHOWA.
Nach der Aufhebung der Patrimonialherrschaften bildete Zděchov/Sdiechow ab 1850 eine Gemeinde in der Bezirkshauptmannschaft Valašské Meziříčí. Zu dieser Zeit hatte Zděchov 933 Einwohner, die in 162 Häusern lebten. Zugleich setzte eine große Auswanderungswelle nach Übersee ein. Zu Beginn des 20. Jahrhunderts wanderte erneut ein Teil der Einwohner aus und suchte Arbeit in Amerika. Seit 1910 gehört Zděchov zum Bezirk Vsetín. 1944 erreichte Zděchov mit 1152 Einwohnern seine höchste Bevölkerungszahl. Nach dem Ende des Zweiten Weltkrieges wanderten zahlreiche Bewohner in die Grenzgebiete ab und bis 1946 sank die Einwohnerzahl auf 573. Im Jahre 1984 bestand Zděchov aus 215 Häusern und hatte 660 Einwohner. Seit 2001 führt die Gemeinde ein Wappen und Banner.
In Zděchov besteht eine Motocrossstrecke, dort wird seit 1975 jährlich das RennenZděchovská grapa ausgetragen.

## Ortsgliederung
Für die Gemeinde Zděchov sind keine Ortsteile ausgewiesen. Zu Zděchov gehören zahlreiche Einöden (Paseken).

## Sehenswürdigkeiten
- klassizistische Pfarrkirche Wandlung des Herrn
- Steinkreuz, geschaffen 1778
- Walachische Siedlung Hajdovy Paseky, sie wurde zum Schutz als dörfliches Denkmalschutzgebiet beantragt
- Naturschutzgebiet Uherská, Wacholder-Weide am Bach Uherský potok, nordöstlich des Dorfes
- Naturdenkmal Stříbrník, nordwestlich des Dorfes